# Петровський потік
Петровський потік (словац. Petrovský potok) — річка в Словаччині; ліва притока Іпеля довжиною 8 км. Протікає в окрузі Лученець.
Витікає в масиві Південнословенська улоговина на висоті 238 метрів. Протікає територією села Пінціна.
Впадає в Іпель на висоті 187 метрів.